# Human Proteome Organization
La Human Proteome Organization (HUPO), Organització del Proteoma Humà en anglès, és un consorci internacional format per associacions nacionals en recerca proteòmica, investigadors governamentals, institucions acadèmiques i indústria. Es tracta d'una organització sense ànim de lucre fundada el juny de 2001 per a promoure el desenvolupament i la conscienciació al voltant de la recerca en proteòmica. Defensa els investigadors en aquest camp arreu del món i treballa per a facilitar les col·laboracions científiques entre membres i promoure'n iniciatives. En darrer terme, el seu objectiu és ajudar a obtenir una comprensió millor i més completa del proteoma humà.
El seu projecte més conegut és el Projecte Proteoma Humà (HPP), que consisteix en una estructura internacional per a la col·laboració global, la compartició de dades, l'establiment d'estàndards de qualitat i la millora de l'anotació del proteoma codificat pel genoma. L'organització va elaborar el primer esborrany de la seqüència del proteoma humà el 2020.
Paral·lelament, cada any organitza un congrés i concedeix diferents tipus de premis en el marc de la proteòmica.